# Emiliano Zapata, Uxpanapa
Emiliano Zapata är en ort i Mexiko.   Den ligger i kommunen Uxpanapa och delstaten Veracruz, i den sydöstra delen av landet, 500 km öster om huvudstaden Mexico City. Emiliano Zapata ligger 78 meter över havet och antalet invånare är 151.
Terrängen runt Emiliano Zapata är huvudsakligen platt. Emiliano Zapata ligger nere i en dal. Runt Emiliano Zapata är det ganska glesbefolkat, med 29 invånare per kvadratkilometer. Närmaste större samhälle är Poblado 10, 13,8 km söder om Emiliano Zapata. Omgivningarna runt Emiliano Zapata är en mosaik av jordbruksmark och naturlig växtlighet.